# Новинка (Новинковский сельский округ)
Новинка — деревня в Первомайском районе Ярославской области, входит в состав Кукобойского сельского поселения, относится к Новинковскому сельскому округу.

## География
Расположена на берегу речки Шалга в 31 км на юго-запад от центра поселения села Кукобой и в 61 км на северо-запад от райцентра посёлка Пречистое. 

## История
Церковь в селе построена в 1711 году с двумя престолами: Рождества Пресвятой Богородицы и Святых Бессребренников Косьмы и Дамиана. 
В конце XIX — начале XX века село входило в состав Катринской волости Пошехонского уезда Ярославской губернии.
С 1929 года деревня являлась центром Новинковского сельсовета Первомайского района, с 2005 года — в составе Кукобойского сельского поселения.

## Население
| 1859 | 1914 | 2002 | 2007 | 2010 |
| ---- | ---- | ---- | ---- | ---- |
| 77   | ↗97  | ↘9   | ↘6   | ↘3   |